# Château de Brûlon
Pour l’article homonyme, voir Château de Brûlon (Saint-Laurent-des-Mortiers).
Le château de Brûlon était une forteresse médiévale située à Brûlon, dans le département de la Sarthe. La motte féodale et les douves bénéficient d'une inscription aux monuments historiques depuis le 2 novembre 1995.

## Description
Le château médiéval ruiné est détruit en 1774 et les HLM construits en 1960 sont rasés en 1984, les dernières douves qui entouraient la motte castrale sont  comblées en 1960. Il reste au point culminant de Brûlon à 104 mètres d'altitude un plateau arasé à la suite des différentes vagues de construction et de déconstruction d'environ 80 mètres sur 40 mètres. Un panneau explicatif résumant les résultats des différentes campagnes de fouilles et l'intérêt du site est situé en bordure de parking à l'ouest de la motte à l'angle de la rue du Pavé et de la rue de la Douve. Sur le plateau une copie d'un mât de télégraphe avec son mécanisme de chaines permettant d'actionner les bras articulés  est placé sur le lieu de la première expérience.

## Historique
Les premières fouilles réalisées en 1774 à l'occasion de la destruction par son propriétaire, Chenon de Boulay, du château médiéval alors en ruine mettent au jour 150 sarcophages en pierres de falun d'une importante nécropole probablement mérovingienne. Une seconde campagne de fouille réalisée en 1983 après la destruction des logements sociaux en vue de la construction d'un magasin a montré l’intérêt de ce mille-feuille archéologique qui va des Celtes au XXe siècle et conduit en 1995 à son classement aux monuments historiques,.
La motte féodale est le noyau primitif du bourg de Brûlon au croisement de deux voies romaines, en particulier celle de Tours à Jublains, sa situation élevée et entouré d'eau en fait un site privilégié de défense et d'observation.
Celtes et gallo-romains : les fouilles de 1774 et de 1983 mettent au jour deux murs gallo-romains évoquant l’existence d'une Villa, une occupation celte préalable est considérée comme probable, cité gauloise des Arviens.
Époque mérovingienne : la découverte de l'importante nécropole en 1774 avec ses 150 sarcophages le plus souvent en pierre de falun, quelques-uns en grès ne signifie pas un habitat sur ce lieu à cette époque. ces sarcophages figurent dans le rapport de fouille de 1993, certains sont en réemploi sur l'église de Brûlon.
Moyen-age :  au Xe et XIe siècles un château en bois puis en pierre est construit, il est démantelé pendant la guerre de cent ans. le bourg médiéval se développe autour de la motte avec les halles (place des anciennes halles). Un autre pôle se construit autour de l'église et du prieuré. Il est définitivement rasé en 1774.
XIIIe siècle : à la place du château médiéval est édifiée une grande demeure par Chénon du Boullay  qui sera le siège de la première expérience de télégraphe, elle est brulée par les Vendéens en 1793. Lui succède une maison bourgeoise construite par monsieur Guérin toujours appelée "château" .
XXe et XXIe siècles : la maison bourgeoise fait place en 1960 à vingt logements HLM, les douves sont comblées et sont seulement marquées par un nom de rue ; en 1983, un projet de magasin est l'occasion d'un programme de fouilles qui conduit au classement du site aux Monuments Historiques. l’aménagement de ce plateau se réduit à un petit parking, un panneau explicatif instructif et la copie d'un mât de télégraphe. L'intérêt de ce lieu laisse espérer une étude archéologique moderne et approfondie.

## Expériences scientifiques
Claude Chappe, abbé et scientifique, dont l'oncle l'abbé Chappe d'Auteroche, (1728-1769) est un géographe et astronome célèbre,se réfugie dans sa famille avec ses frères à Brûlon après avoir perdu ses bénéfices ecclésiastiques et se consacre à des expériences.
Le 2 juin 1791, après avoir exploré plusieurs pistes est réalisée la première expérience publique de transmission à distance entre le château de Brûlon et Parcé distant de 14 km avec envoi d'un message aller et retour; cette expérience est réussie et fait l'objet d'un rapport officiel,.
Le 16 octobre 1784, comme l'atteste le registre d'État civil tenue par l'abbé Beucher, un an après l'expérience des Frères Montgolfier à Versailles un ballon est lancé devant le château par les frères Chappe et vole dix minutes,.

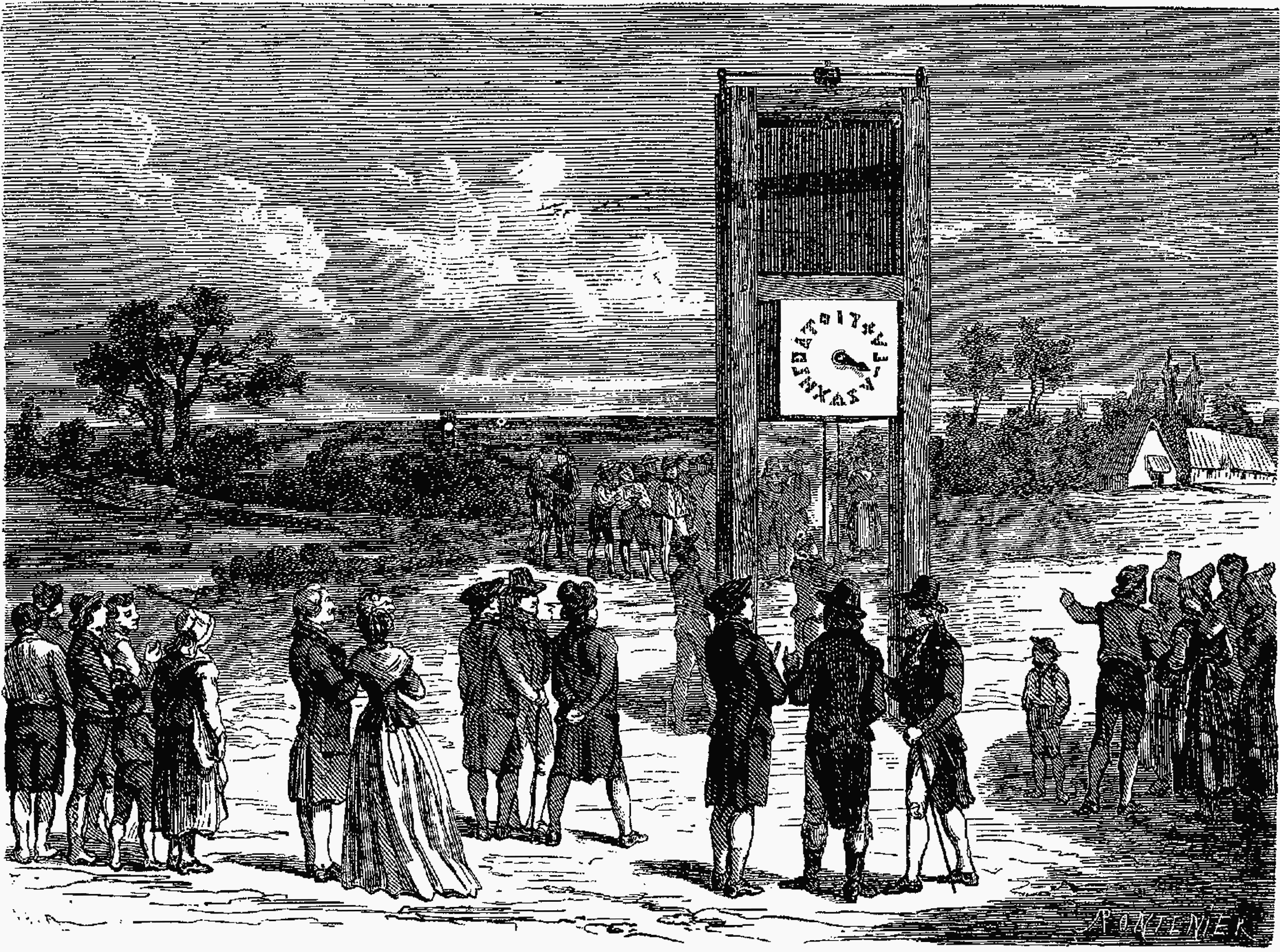
Première expérience de télégraphie.
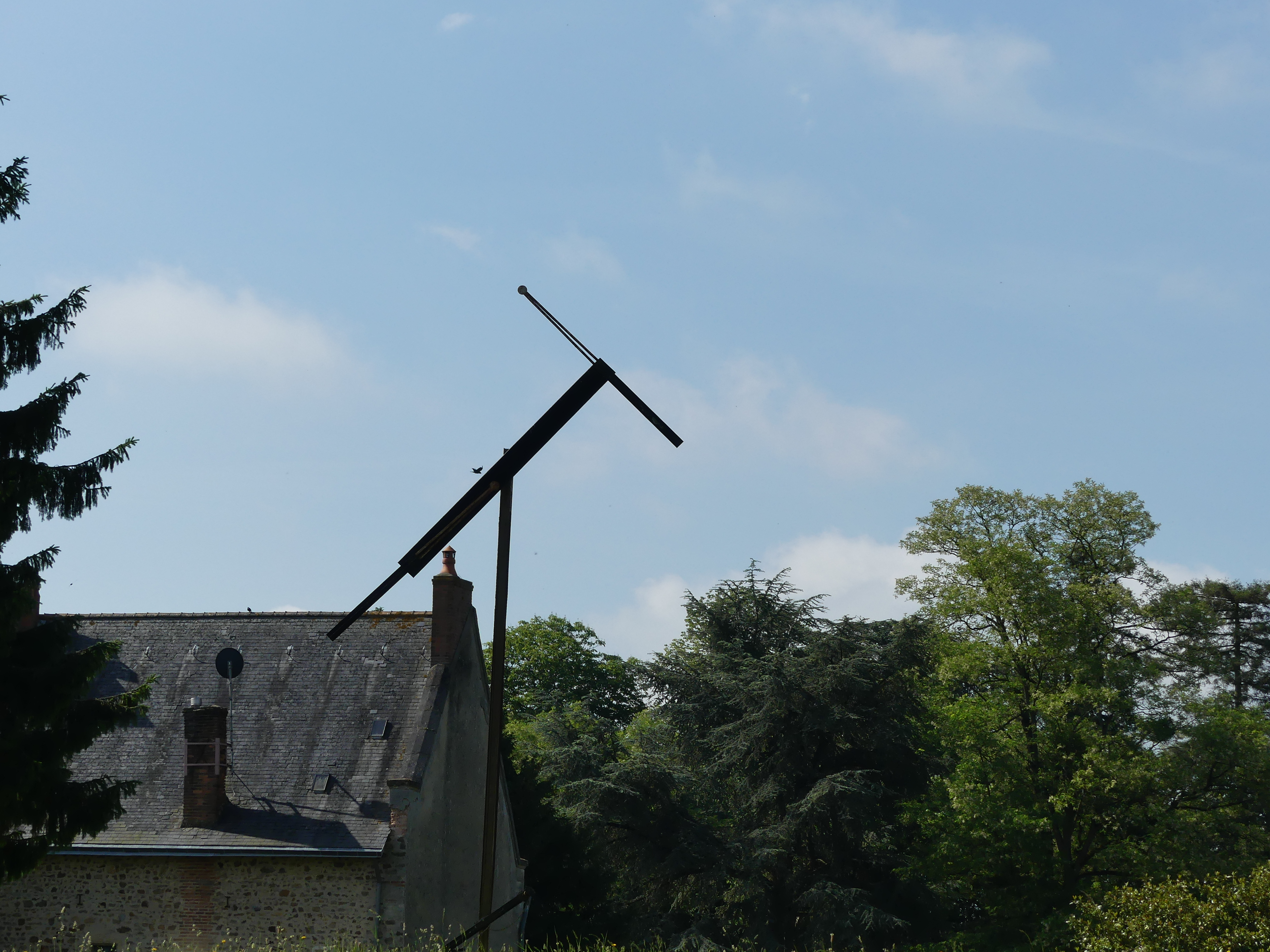
Mât de télégraphe sur la motte castrale.

## Personnalités
941 André de Craon prend le titre de seigneur de Brûlon début XIe siècle Bouchard de Brûlon fonde une chapelle dans le château de Brûlon, Geoffroi son fils fonde le prieuré de Brûlon.
1774 Chesnon du Boullay seigneur de Brûlon rase les ruines du château, fait procéder à des fouilles, construit un nouveau château et en bienfaiteur de la commune la dote par testament d'une maison de charité, décès en 1791.
1793 reconstruction par monsieur Guerin d'une grande maison bourgeoise,
Claude Chappe et ses frères Ignace (1762-1829), Pierre François (1765-1834), René (1769-1854), Abraham (1773-1849), Ils participent tous à la première expérience de télégraphie et sont ensuite nommés par la convention administrateurs des télégraphes ; Ignace est député de la Sarthe à l'assemblée législative et soutient avec l'aide du mathématicien Lakanal le projet de lignes de télégraphe  s:Les Merveilles de la science/Le Télégraphe aérien.
1849 le nouveau maire Constant Cordier, 28 ans, utilise l'espace de l'ancienne Basse-cour pour créer le nouveau centre de Brûlon en construisant les nouvelles halles réunissant le bourg autour de la motte castrale et celui autour de l'église et du prieuré.